# Rommel-Museum
Das Rommel-Museum ist ein seit 1989 bestehendes und 2019 unter dem Namen Museum Lebenslinien neu gestaltetes Museum in den Räumen der Villa Lindenhof in Herrlingen, einem Teilort von Blaustein in Baden-Württemberg.

## Museum
Das ehemalige Museum widmete sich dem Generalfeldmarschall Erwin Rommel. Während Rommels Dienstes in Nordafrika, in Italien und am Atlantikwall im Zweiten Weltkrieg wohnte seine Familie in der Nähe. In dem Museum waren zu sehen:
- Bilddokumente
- Karten und Pläne für und über die verschiedenen Schlachtfelder
- Schriftdokumente
- Sandproben aus El Alamein und Tobruk.[3]

## Nachfolger
In den Räumen befindet sich jetzt das Museum Lebenslinien, das Rommel neben anderen Personen zeigt; darunter sind der Jugendstil-Architekt Richard Riemerschmid, die Lyrikerin Gertrud Kantorowicz, die Reformpädagogin Anna Essinger und der deutsch-israelische Pädagoge Hugo Rosenthal.